# چارانداس
چارانداس (به هندی: Charandas) فیلمی محصول سال ۱۹۷۷ و به کارگردانی بی.اس. تاپا است. در این فیلم بازیگرانی همچون اوم پراکاش، لاکشمی، ویکرام مکندرا، اورمیلا بات، آمیتاب باچان، درمندرا، سونیل دات، مانوراما، فریده جلال، راج مهرا ایفای نقش کرده‌اند.